# Formy ukształtowania terenu
Formy ukształtowania terenu dzielą się na formy:
- wypukłe, takie jak: grzęda, grzbiet, grań, pagórek, wzgórze, góra, żebro, filar; turnia, piarg
- wklęsłe, takie jak: dolina, kotlina, cyrk lodowcowy, żleb, depresja, holweg;
- płaskie, takie jak: równina, rówień, płaśń